# Арзуманян Роберт Норайрович
Роберт Норайрович Арзуманян (вірм. Ռոբերտ Արզումանյան; нар. 24 липня 1985, Єреван) — вірменський футболіст, захисник клубу «Актобе».
Насамперед відомий виступами за клуб «Пюнік», а також національну збірну Вірменії.
П'ятиразовий чемпіон Вірменії. Володар Кубка Вірменії.

## Клубна кар'єра
У дорослому футболі дебютував 2003 року виступами за команду клубу «Пюнік», в якій провів чотири сезони, взявши участь у 87 матчах чемпіонату. Більшість часу, проведеного у складі «Пюніка», був основним гравцем захисту команди.
Згодом з 2008 по 2012 рік грав у складі команд клубів «Раннерс» та «Ягеллонія».
До складу клубу «СКА-Енергія» приєднався 2012 року. Відіграв 5 матчів в національному чемпіонаті.
У 2013 році приєднався до складу «Актобе».

## Виступи за збірні
Протягом 2003–2006 років залучався до складу молодіжної збірної Вірменії. На молодіжному рівні зіграв у 9 офіційних матчах, забив 2 голи.
У 2005 році дебютував в офіційних матчах у складі національної збірної Вірменії. Наразі провів у формі головної команди країни 56 матчів, забивши 4 голи.

## Титули і досягнення
- Чемпіон Вірменії (5):

«Пюнік»: 2003, 2004, 2005, 2006, 2007
- Володар Кубка Вірменії (1):

«Пюнік»: 2004
- Володар Суперкубка Вірменії (3):

«Пюнік»: 2004, 2005, 2007
- Чемпіон Казахстану (1): 2013
- Володар Суперкубка Казахстану (1): 2014